# Święty Hieronim w pracowni (obraz Jana van Eycka)
Święty Hieronim w pracowni (niderl. De H. Hiëronymus in zijn studeervertrek) – olejny obraz tablicowy niderlandzkiego malarza Jana van Eycka.

## Tło historyczne
Obraz został namalowany dla kardynała Niccolò Albergatiego, biskupa Bolonii i miał być prezentem za jego udane negocjacje między królem Francji i Filipem Burgundzkim. Zgodnie z podpisanym w Arras sojuszem, Filip, w zamian za liczne przywileje, uznał władzę Karola VII, króla Francji nad swoją prowincją. Sojusz był w rzeczywistości początkiem końca panowania Anglików na ziemi francuskiej.

## Opis i interpretacja
Hieronim ze Strydonu był jednym z czterech Doktorów Kościoła zachodniego i autorem łacińskiego przekładu Biblii – Wulgaty. Jego postać zawsze przedstawiana była według jednego z trzech głównych wzorców: jako ojciec kościoła, jako eremita lub jako uczony przy czym prawie zawsze jego osobie towarzyszy wizerunek lwa. Eyck wybrał ostatni motyw. Ukazał świętego w swojej pracowni podczas pracy. Nawiązaniem do jego dwóch pozostałych ról jest kardynalski strój. Według Złotej legendy w wieku 29 lat Hieronim otrzymał godność kardynała. Na głowie ma czerwony kapelusz zwany galero, który od 1245 roku przysługiwał wyłącznie kardynałom i symbolizował ich urząd. Uczony okryty jest czerwonym płaszczem obitym futrem z gronostaja zwanym Copa magna. Płaszcz również miał swoje szczególne znaczenie. Był okryciem kardynalskim używanym głównie podczas konklawe i ważnych uroczystości kościelnych.
Zgodnie z niderlandzką manierą postać świętego została ukazana w domowym pomieszczeniu, w pracowni pełnym przedmiotów z których prawie każdy miał swoje bardziej lub mniej widoczne znaczenie symboliczne łącząc świat ziemski ze światem duchowym. Symboliczność przedmiotów wskazywała również na dwuznaczność obrazu i przedstawionej postaci. Eyck chcąc podarować obraz kardynałowi namalował nie tylko świętego, ale równocześnie przedstawił samego Albergatiego w jednej osobie. Hipotezę tę potwierdza list widoczny na stole, zatytułowany Do najczcigodniejszego Ojca Hieronima, Kardynała – Prezbitera, Kościoła Świętego Krzyża Jerozolimskiego. List nie mógł być adresowany bezpośrednio do Hieronima ponieważ w okresie gdy żył nie istniał urząd kardynalski. Powstał on dopiero w XI wieku. Jego postać w ikonografii chrześcijańskiej była jednak kojarzona z godnościami kardynalskimi z powodu jego pozycji zajmowanej w historii Kościoła. Noccolo Albergatii był kardynałem rzymskiego kościoła Świętego Krzyża Jerozolimskiego. Na podwójność tematyczną obrazu wskazuje również data na astrolabium – 5 sierpnia 1435 roku, czyli dzień oficjalnego otwarcia kongresu w Arras.

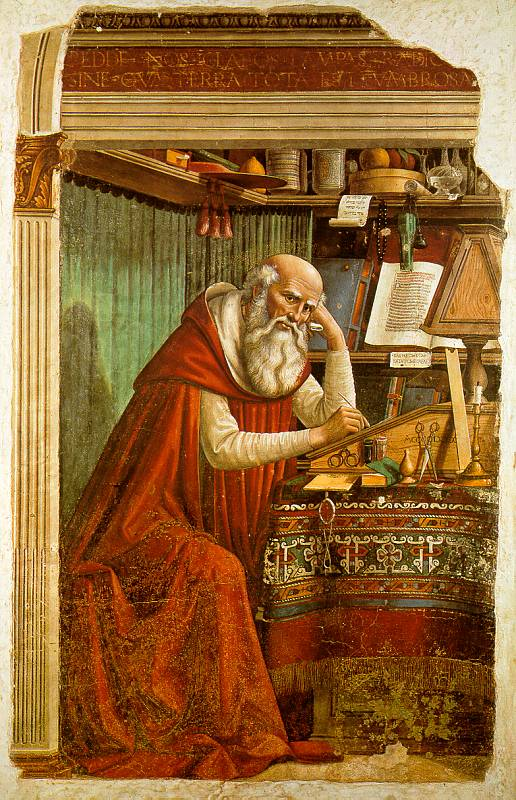
Hieronim w pracowni Domenico Ghirlandaio 1480

Inne zgromadzone przedmioty wokół Hieronima odnoszą się już wyłącznie do jego osoby. Na półce po prawej stronie znajduje się słój z napisem Tyriaca, a na jego pokrywce leży jabłko. Owoc zawsze symbolizował grzech pierwotny. Tyriaca była to odtrutka na jad węża. Połączenie tych dwóch artefaktów symbolizuje zwycięstwo nad grzechem a odtrutką na grzech popełniony przez Ewę jest Maryja, niepokalana dziewica. Z czystością wiąże się szklana karafka zatkana papierowym korkiem, stojąca koło słoja. Chrystus jest światłem życia, a światło przenika przez szkło nie uszkadzając jego struktury. W podobny sposób Jezus został poczęty nie naruszając dziewiczości Maryi. Do dziewiczości nawiązuje również motyw roślinny znajdujący się na puszcze przykrytej papierem. Motyw ten może nawiązywać do fragmentu Pieśni nad pieśniami: Ogrodem zamkniętym siostra moja, Oblubienica ogrodem zamkniętym, zdrojem zapieczętowanym (PnP 4,12). Obok astrolabium wisi czerwony różaniec, a nad nim na półce widoczne są liczne księgi. Starodruki nawiązują do literackiej spuścizny Hieronima: Wulgaty, Onomastici sacra (zbiór i tłumaczenie imion biblijnych), Egzegeza pisma świętego, Pisma apologetyczne i inne.
Pod stopami świętego leży lew, atrybut Hieronima. Według legendy autorstwa Jakuba de Voragine kulejący lew przybył do klasztoru, gdzie przebywał Hieronim. Jego pojawienie się spowodowało popłoch wśród mnichów jedynie święty podszedł do zwierzęcia i wyciągnął z jego łapy cierń. Od tego momentu lew był jego wiernym towarzyszem.
Temat świętego Hieronima w pracowni był kilkakrotnie poruszany przez późniejszych artystów. W ok. 1460 roku sycylijski malarz Antonello da Messina stworzył swoją wersję Świętego Hieronima w pracowni. W 1480 roku Domenico Ghirlandaio namalował wręcz kopię Hieronima w pracowni.